# L'Union (schip, 1882)
L'Union was een Frans zeilschip met vier masten van het scheepstype klipper.
L'Union werd gebouwd op de scheepswerf van Russel & Co in Greenock en werd te water gelaten in 1882. Het schip voer voor de Franse rederij A.-D. Bordes op het traject Europa - Zuid-Amerika, onder andere voor het transport van nitraat. Het schip werd tijdens de Eerste Wereldoorlog op 28 oktober 1914 gekaapt door de Duitse kruiser Kronprinz Wilhelm. Nadat de lading kolen was overgeladen werd L'Union op 22 november tot zinken gebracht.

## Specificaties
L'Union was uit staal gebouwd en het ruim had een dubbele bodem en drie compartimenten. Het schip had volgende afmetingen: lengte 94 meter, breedte 12,18 meter en diepgang 7 meter. 